# علي أبو دياك
علي محمود عبد الله أبو دياك (وُلد في 2 سبتمبر 1967 في سيلة الظهر) محامي فلسطيني، شغل منصب أمين عام مجلس وزراء حكومة رامي الحمد الله الثانية، واحتفظ بمنصبه في حكومة رامي الحمد الله الثالثة، لاحقًا عُين وزيرًا للعدل في الحكومة نفسها بعد تعديلها الثاني في ديسمبر 2015.

## التحصيل العلمي
يحمل أبو دياك درجة ليسانس حقوق من جامعة العلوم التطبيقية الخاصة بالأردن، ودرجة الماجستير في القانون من معهد الحقوق في جامعة بيرزيت.

## الحياة العملية
- في الفترة 1999–2003، كان مستشارًا قانونيًا للمجلس التشريعي الفلسطيني.[3]
- حتى عام 2007، كان مديرًا عامًا للشؤون القانونية في وزارة العدل الفلسطينية.[3]
- في 10 مارس 2007، رُقي ليصبح وكيلًا مساعدًا لوزارة العدل الفلسطينية.[4] وفي 15 فبراير 2008، أُعيدت ترقيته.[5]
- في 24 أبريل 2010، نُقل أبو دياك من كادر وزارة العدل ليصبح ضمن كادر ديوان الفتوى والتشريع وعُين مستشارًا فيه ونائبًا لرئيسه.[6]
- في 6 مارس 2012 عُين رئيسا لديوان الفتوى والتشريع بدرجة قاضي محكمة عليا.[7]
- في 17 فبراير 2014، عُين أمينًا عامًا لمجلس وزراء حكومة رامي الحمد الله الثانية وبدرجة وزير.[8]
- في 18 فبراير 2014، كُلف بالإشراف على ديوان الفتوى والتشريع بالإضافة لمنصبه أمينًا عامًا لمجلس الوزراء.[9]
- في 2 يونيو 2014، عُين أمينًا عامًا لمجلس وزراء حكومة رامي الحمد الله الثالثة.[10]
- في 14 ديسمبر 2015، عُين وزيرً للعدل في حكومة رامي الحمد الله الثالثة.[2]
- في 15 يناير 2020، عُين عضوًا في اللجنة الوطنية لمكافحة غسل الأموال وتمويل الإرهاب.[11]
- في 15 أبريل 2024، عُين عضوًا في مجلس إدارة صندوق الاستثمار الفلسطيني.[12]